# 平野靖幸
平野 靖幸（ひらの やすゆき、1975年9月27日 - ）は、日本の俳優である。静岡県出身。ラッキーカムカム（イトーカンパニーグループ）所属。かつてはジェイ・クリップに所属していた。身長177cm。
テレビドラマや映画、舞台で活動。一人芝居の公演・脚本などの活動も行う。
特技・趣味は鉛筆画、創作料理、バスケットボール、サーフィンなど。

## 出演

### テレビドラマ
- 世にも奇妙な物語 春の特別編（1999年3月、フジテレビ）
- 世にも奇妙な物語 SMAPの特別編「エキストラ」（2001年1月、フジテレビ） - 男 役
- ハケンの品格（2007）（2007年1月 - 3月、日本テレビ） - ようじ屋次郎 役
  - ハケンの品格（2020）（2020年6月 - 8月、日本テレビ）
- 恋のから騒ぎドラマスペシャル3「十億の女」（2006年9月、日本テレビ）
- セクシーボイスアンドロボ 第9話（2007年6月、日本テレビ）
- 暴れん坊ママ 第8話（2007年12月、フジテレビ）
- 貧乏男子 ボンビーメン 第3話（2008年1月、日本テレビ）
- 蒼井優×4つの嘘 カムフラージュ 第4章「都民・鈴子 -百万円と苦虫女 序章-」（2008年4月、WOWOW）
- おせん 第8話（2008年6月、日本テレビ） - 牧野ヒロシ 役
- 銭ゲバ 第1話（2009年1月、日本テレビ）
- トリハダ5〜夜ふかしのあなたにゾクッとする話を 第5話「欲望と信頼の末路」（2009年3月、フジテレビ）
- 働くゴン!（2009年9月、日本テレビ）
- うぬぼれ刑事 第4話（2010年7月、TBS）
- 月曜ゴールデン 駅弁刑事・神保徳之助5（2011年5月、TBS） - 井口俊彦 役
- からくり侍 セッシャー1（2011年7月 - 10月、テレビ静岡） - 須村修（スプラッシュ星人） 役
- 水曜ミステリー9 鉄道警察官・清村公三郎7（2011年11月、テレビ東京）
- 金曜プレステージ 十津川刑事の肖像5（2012年4月、フジテレビ） - ジン 役
- VISION-殺しが見える女- 第11話（2012年9月、読売テレビ） - 警察官 役
- ダークシステム 恋の王座決定戦（2014年、TBS） - 黒服B 役

### 映画
- リング0 バースデイ（2000年1月）
- ハチミツとクローバー（2006年7月）
- 仮面ライダー THE NEXT（2007年10月）
- カイジ 人生逆転ゲーム（2009年10月） - 前田哲也 役
- 洋菓子店コアンドル（2011年2月）
- GANTZ PERFECT ANSWER（2011年4月） - 黒服・肆 役
- イトーチューブ Short Movie Collection「河童皿太郎 信念のクレーマー」（2011年11月） - 河童皿太郎 役
- POV〜呪われたフィルム〜（2012年2月）
- ストロベリーナイト（2013年1月）
- プラチナデータ（2013年3月）

### オリジナルビデオ
- 携帯彼女（2011年4月16日、ジェネオン・ユニバーサル・エンターテイメント） - 井上理 役

### 舞台
- アイスクリームマン（1997年）
- ダンシングオールナイト（1998年）
- リンク（1998年）
- 第二の夜想曲 〜ノクターン〜（1999年）
- 一人芝居 いっぱいイッパイの人生（2000年）
- 悪い奴ほどよくしゃべる!（2001年）
- 一人芝居 チイサイ子ブタ（2001年）
- 接待ベースボール2002（2002年）
- 気分はスゥイートルーム（2003年）
- 君恋し -ハナの咲かなかった男-（2005年2月） - 田所 役
- 恋はリボ払い?!（2005年10月）
- 一人芝居 人物写真展（2007年9月）
- 朗読劇 あした〜空の機嫌はどうか〜（2008年11月）
- シャッフル（2011年11月）

### VP
- 建設業労働災害防止協会「三人の職長」（1998年）
- Panasonic「メモリーオブエンジェル」（2006年）

### ネットシネマ
- 明治製菓キシリッシュ〜HAHAH! FILM『福田』（2004年）
- 森永乳業アロエヨーグルト三部作「男と女の秘密」「初めての秘密」（2004年） - 野球帽をかぶった男 役

### CM
- タイトー「電車でGO!2高速編」（1999年）
- NTTドコモ
  - Let's ドコモフェア（1999年）
  - NTTドコモ九州・沖縄（2002年）
  - NTTドコモ フェイカ（2004年）
- 週刊CHINTAI（1999年）
- ミスタードーナツ レッツヘルシー（2000年）
- 通信教育講座（2000年）
- 昭和西川ムアツふとん（2000年）
- スズキ「スズキ・ワゴンRR」（2000年）
- 三菱電機ビルテクノサービス（2001年）
- 資生堂「ウーノ」（2001年）
- ネスレ日本「ネスカフェ“N”」（2001年）
- アイフォー「筆王2002」（2001年）
- UFJ銀行（2001年）
- PlayStation
  - PlayStation 2「絶体絶命都市」（2002年）
  - PlayStation ブロードバンド部（2003年）
  - PlayStation 2「サルアイトーイ」（2004年）
  - PlayStation 3 フォーク篇（2008年）
  - PlayStation 3 もっとクラウドサーフィン篇（2010年）
  - PlayStation 3「torne」（2011年）
- キリンビール「キリン一番搾り生ビール」（2002年）
- 日清「日清麺職人」（2002年）
- レオパレス21「マンスリーレオパレス21」（2003年）
- KDDI デザイナーズby KDDI（2003年）
- 大塚製薬「ポカリスエット」（2004年）
- 山田養蜂場 RJスキンケア（2004年）
- Ask.jp（2005年）
- TOYOTA「トヨタ・パッソ」（2005年）
- ネスレ「エアロ」クルマ篇（2005年） - 彼氏 役
- キリンビール「白麒麟」（2005年）
- ユニリーバ・ジャパン「Axe」（2007年）
- NTT西日本 フレッツ光・だったらマンションFD篇（2007年）
- スカイパーフェクトコミュニケーションズ 2008・Jリーグ篇（2008年）
- マリエール（2008年）
- キヤノン「SELPHY」（2008年）
- エスエス製薬「エスカップ」（2009年）
- みずほ銀行 ロト6キャンペーン篇（2010年）
- 花王「クイックルワイパーハンディ」（2010年）
- サントリー「ザ・プレミアム・モルツ」（2011年）
- オープンハウス 「犬のジョン」シリーズ（2013年）
- 花王「エマール」（2013年）

### PV
- RIZE『SPIT & YELL』（2005年）